# Кетрошіка-Веке
Кетрошіка-Веке (рум. Chetroșica Veche) — село в Єдинецькому районі Молдови. Входить до складу комуни, адміністративним центром якої є місто Купчінь.

## Населення

### Національність
Розподіл населення за національністю за даними перепису 2014 року:
| Мова             | Відсоток |
| ---------------- | -------- |
| молдовани/румуни | 85,92%   |
| українці         | 9,91%    |
| росіяни          | 3,92%    |
| інші             | 0,24%    |